# Астрономическая видимость
Астрономическая видимость характеризует размытость и мерцание небесных тел, например, звёзд. Она возникает вследствие локальной турбулентности в земной атмосфере, вызывающей колебания оптического показателя преломления. Состояние астрономической видимости в данное время в данном месте говорит о том, насколько земная атмосфера искажает свет звёзд, наблюдаемых в телескоп.
Самый распространённый способ её оценки — измерение значение полуширины оптической яркости видимого диска (функции рассеяния точки для изображения, искаженного атмосферой). Полуширина этой функции также называется «диаметр видимого диска» или «видимость» и характеризует лучшее возможное угловое разрешение при фотографировании с большой выдержкой. При наилучших условиях размеры видимых дисков составляют 0,4 угловых секунды. Такие условия могут быть достигнуты в высокогорных обсерваториях на небольших островах, таких как Гавайи или Пальма.
Снижение видимости — одна из самых больших проблем наземной астрономии: в то время, как крупные телескопы имеют теоретическое разрешение в несколько тысячных долей угловой секунды, фактически их разрешение ограничено атмосферой минимум в сотни раз. Однако введение в 1989 году адаптивной оптики резко улучшило разрешение наземных телескопов.

## Следствия низкой астрономической видимости
Свет от точечных источников, например, звёзд, при отсутствии атмосферной турбулентности, имеет вид диска Эйри, размер которого обратно пропорционален апертуре, но из-за низкой астрономической видимости принимает вид дрожащих и переливающихся пятен, очень быстро меняющих форму. Получившиеся в итоге изображения могут быть обработаны с использованием спекл-интерферометрии.
Низкая видимость также является причиной видимого мерцания звёзд. Так как качество изображения зависит от угловой высоты наблюдаемой области (CN2-профиль), то качество изображений в системах адаптивной оптики снижается, если наблюдаемая звезда и калибровочная далеки друг от друга.
Описанные эффекты качественно не отличаются в диапазоне от видимого до ближнего инфракрасного.

## Характеристики
Для описания условий астрономической видимости в обсерваториях используют следующие параметры:
- полуширина видимого диска;
- r0 (параметр Фрида — характерный размер флуктуаций в атмосфере);
- t0 (постоянная времени Гринвуда — время, за которое происходят существенные изменения искажений);
- CN2-профиль (зависимость силы искажений от высоты).

### Полуширина видимого диска и r0
Как уже было сказано выше, размер диска Эйри обратно пропорционален апертуре, и обычно сравнивается с диаметром видимого диска при апертуре, равной r0 (обычно 10—20 см). Таким образом, при увеличении диаметра объектива разрешение остаётся таким же, если не обрабатывать полученные изображения. Эти параметры также зависят от длины волны.
Искажения изменяются быстро, как правило, чаще 100 раз в секунду. Обычно время выдержки при фотографировании звёзд составляет секунды или даже минуты, поэтому различные искажения усредняются и принимают вид диска, называемого функцией рассеяния точки или видимым диском.
Видимость непостоянна, часто она отличается не только от места к месту или от ночи к ночи, но и может измениться за несколько минут. Но всё же бывают «хорошие» ночи и «плохие», в зависимости от видимости.
Видимость, равная 1″ — неплохая для средних мест астрономических наблюдений. В городских условиях видимость, как правило, значительно хуже. Наилучшая видимость обычно наблюдается ясными, холодными ночами при отсутствии порывов ветра. Поднимающийся тёплый воздух ухудшает результаты наблюдений так же, как и ветер или облака. В лучших обсерваториях, расположенных на вершинах гор, ветер приносит «спокойный» воздух, который ещё не опускался к земле, иногда обеспечивая видимость 0,4″.

### t0
Другой удобный параметр — t0. При экспозиции больше t0 на изображение начинают влиять и изменения, происходящие в турбулентных потоках. Таким образом, этот параметр определяет необходимую быстроту коррекции изображения для компенсации атмосферных явлений.
Этот параметр зависит от длины волны, на которой происходят наблюдения.

### CN2-профиль
Более полное описание условий видимости даёт функция зависимости силы турбулентности от высоты, называемой CN2-профилем. CN2-профиль, как правило, строится при выборе типа системы адаптивной оптики, которая необходима конкретному телескопу, либо при выборе места для новой астрономической обсерватории. Обычно для измерения CN2-профиля используется сразу несколько методов.
CN2-профиль описывается математическими функциями. Данные, полученные в результате измерений и других опытов пытаются объединить в теорию. Одна из распространённых моделей поведения воздушных масс над сушей — модель Хуфнагеля — Вэлли.

## Борьба с атмосферными искажениями
Первым решением проблем, связанных с астрономической видимостью, стала спекл-интерферометрия, позволившая в простых случаях преодолеть ограничение видимости.
Космические телескопы, такие, как Хаббл, вообще не имеют проблем, связанных с атмосферой, хотя и имеют диаметры меньше, чем у наземных телескопов из-за технических сложностей.
Изображения с наибольшим разрешением в видимом и инфракрасном диапазонах были получены при помощи оптических интерферометров, таких как NPOI и COAST, однако они могут быть использованы только для очень ярких звёзд.
С 1989 года в астрономии используются системы адаптивной оптики, которые частично решили проблему атмосферных искажений. Значение числа Штреля для лучших из систем, например, VLT-SPHERE телескопа VLT Европейской южной обсерватории и GPI в Обсерватории Джемини в Чили, достигает 90 % при длине волны 2200 нм, но только в пределах небольшой части неба в каждый момент времени.
Увеличить поле зрения можно при использовании множества деформируемых зеркал, сопряжённых с несколькими атмосферными высотами и измерении вертикальной структуры турбулентности при помощи мультисопряжённой адаптивной оптики.
Другой, более простой, метод удачных экспозиций даёт хорошие результаты для небольших телескопов. Идея этого метода восходит к наблюдениям невооружённым глазом моментов хорошей видимости, которые после Второй мировой войны переросли в съёмки планет на киноплёнку. Сам же метод состоит в записи большого количества изображений с небольшой выдержкой, выборе из них наиболее удачных и обработке, однако подходящих кадров тем меньше, чем больше диаметр телескопа. Этот метод требует большего времени наблюдений, чем адаптивная оптика, а его максимальное разрешение ограничено. Следовательно, данный метод не работает для очень больших телескопов, но он дешевле и доступен для любителей.